# پیزر لانگ
پیزر لانگ (نام علمی: Scirpus longii) نام یک گونه از سرده تزک است.